# اندی گوتمانس
اندی گوتمانس (به عبری: אנדי גוטמנס) یک برنامه‌نویس و کارآفرین اسرائیلی است. او در ایجاد زبان برنامه‌نویسی پی‌اچ‌پی و نیز تأسیس زند تکنولوژیست مشارکت داشته است. او از فراغ التحصیلان تخنیون، از مؤسسهٔ فناوری اطلاعات حیفا است. گوتمانس و دانشجویی به نام زیو سوراسکی زبان پی‌اچ‌پی۳ را در ۱۹۹۷ ایجاد، و در ۱۹۹۹ زند اینجین، هستهٔ مرکزی زبان پی‌اچ‌پی۴ را نوشته و زند تکنولوژیست را بنیان‌گذاری کردند؛ نهادی که توسعهٔ پی‌اچ‌پی از قبیل پی‌اچ‌پی۵ و اخیراً پی‌اچ‌پی۷ را سرپرستی می‌کند. نام زند، در واقع تکواژ چندوجهی از ابتدای نام‌های آنها، زیو و اندی است.
گوتمانس تا اکتبر ۲۰۱۵، و تا زمان تحصیل زند بوسیلهٔ راگ ویو سافت‌وار، سمت مدیر عامل زند تکنولوژیست را بر عهده داشت. او پیش از فوریهٔ ۲۰۰۹ که در این سمت قرا گیرد، مسئولیت بخش تحقیق و توسعهٔ زند، و توسعه محصولات زند به سوی چارچوب زند با قابلیت ویرایش و پروژه‌های پی‌اچ‌پی تولز دولوپمنت بود. او همچنین در تأمین منابع مالی زند و نیز برقراری رابطه با فروشندگانی از قبیل خشت، آی‌بی‌ام، مایکروسافت، و وخشور نیز فعال بود.
گوتمانس همچنین برای مدتی (اکتبر ۲۰۰۵ تا اکتبر ۲۰۰۸) از اعضای هیئت مدیره بنیاد اسکلیپس و نیز از اعضای افتخاری بنیاد نرم‌افزار آپاچی، و نیز از کاندیدای جوایز بنیاد نرم‌افزارهای آزاد در ۱۹۹۹ بود.
او در سال ۲۰۰۴ کتابی را به نام "قدرت برنامه‌نویسی پی‌اچ‌پی۵" با همکاری استیگ باکن و دریک ریسانس منتشر کرد.
گوتمانس در مقالهٔ ژوئیهٔ ۲۰۰۷ نشریهٔ کامپیوتر ورلد، جزء ۴۰ نفر مبتکر، در زمینهٔ فناوری اطلاعات زیر ۴۰ سال قرار گرفت.